# Балк, Наталья Сергеевна
Наталья Сергеевна Балк (ум. 1875) — российский медик.

## Биография
Окончив курс наук в Санкт-Петербургском Мариинском институте Наталья Балк изучала в Императорской медико-хирургической академии анатомию, в Калинкинской больнице — детские и женские болезни, причём, кроме того, прошла полный курс практических упражнений в родовспомогательном заведении и воспитательном доме. 
Деятельность Натальи Сергеевны Балк связана с Иркутским воспитательным домом, в котором она была начальницей и сразу же сумела поставить дело так, что смертность детей при ней с 1 марта 1874 года по 1 марта 1875 года с 78% снизилась до 57%. 
Наталья Сергеевна Балк часто проводила целые ночи у кроватей родильниц и бедных больных. У кровати бедной иркутской роженицы доктор Балк и умерла 12 ноября 1875 года.